# Hartke-Haus

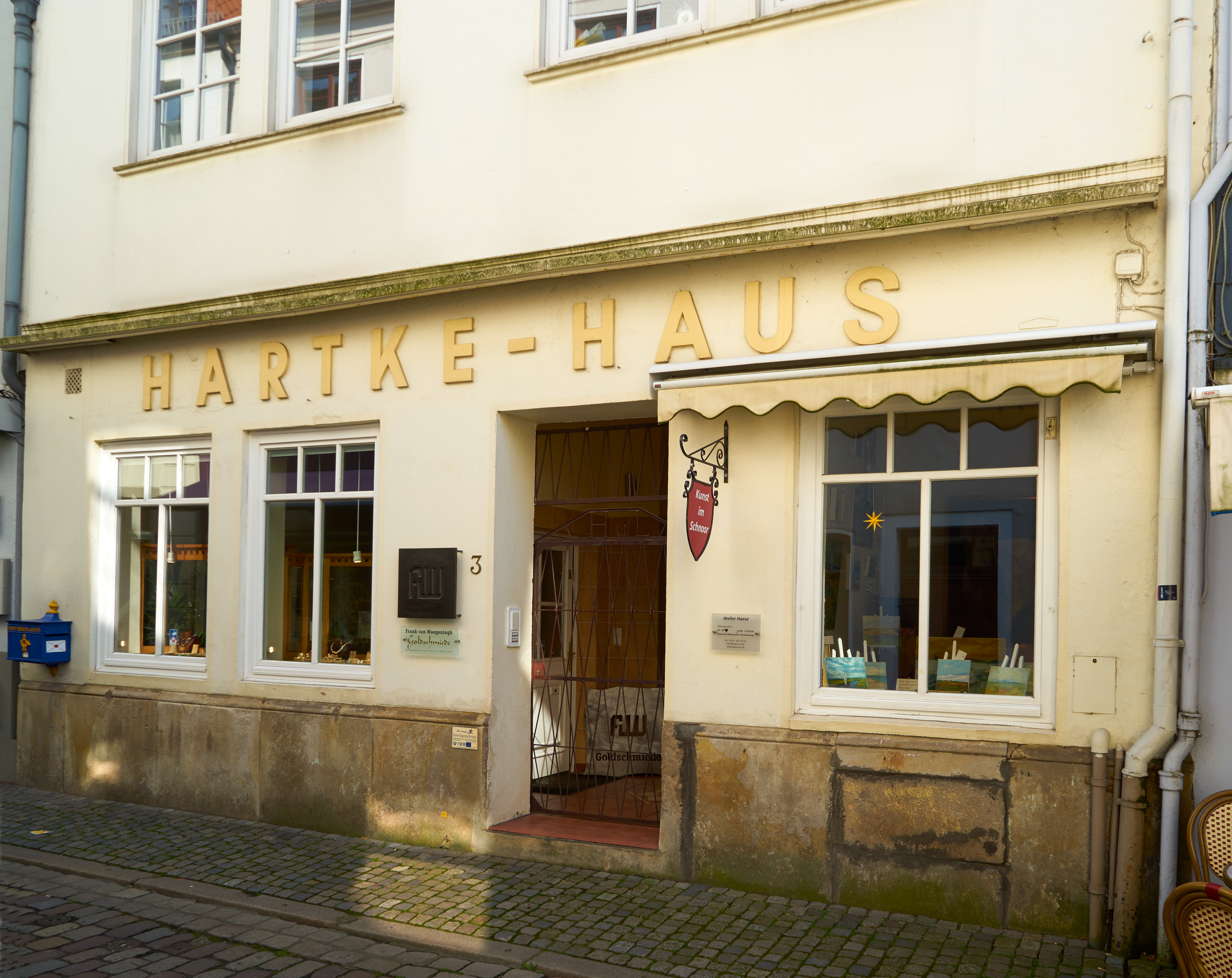
Am Landherrnamt 3

Das Hartke-Haus befindet sich in Bremen, Stadtteil Mitte im  Schnoorviertel, Am Landherrnamt 3. Es entstand im 17. / 18. Jahrhundert.

Das Gebäude steht als Einzeldenkmal und Teil des Ensembles Schnoor seit 1973 unter Bremer Denkmalschutz.

## Geschichte

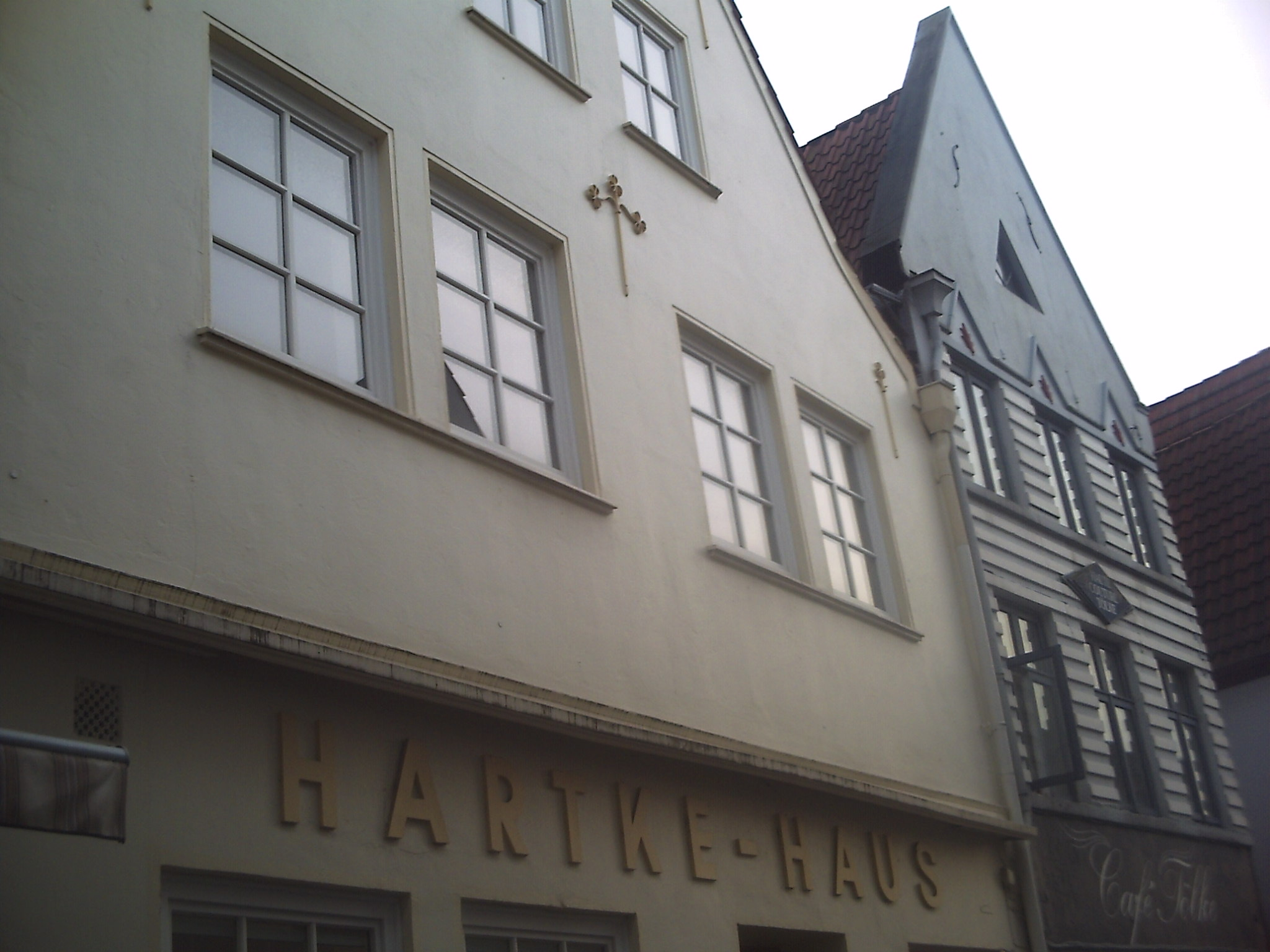
Am Landherrnamt 3

Die ursprüngliche Bevölkerung des Schnoors bestand überwiegend aus Flussfischern und Schiffern. In der Epoche des Klassizismus und des Historismus entstanden von um 1800 bis 1890 die meisten oft kleinen Gebäude. Im weiteren Verlauf wurde es zum Arme-Leute-Viertel, das in weiten Bereichen verfiel – vor allem nach dem Zweiten Weltkrieg.
1959 wurde von der Stadt ein Ortsstatut zum Schutz der erhaltenswerten Bausubstanz beschlossen. Die Häuser wurden dokumentiert und viele seit den 1970er Jahren unter Denkmalschutz gestellt. Ab den 1960er Jahren fanden mit Unterstützung der Stadt Sanierungen, Lückenschließungen und Umbauten im Schnoor statt.
Das zweigeschossige, verputzte Giebelhaus mit einem Satteldach wurde im 17./18. Jahrhundert in der Epoche des Barocks gebaut. Von 1959 bis 1961 fand ein Wiederaufbau nach Plänen von Traugott Kühne statt. In dem Haus befand sich die Großbäckers Hartke des Bäckermeisters Christian Hartke.
 
Die Tochter Anneliese Loose-Hartke (1921–2007) und ihr Mann der Schnoor-Archivar und Bäckermeister Wolfgang Loose bewohnten das Haus. Hier war das 1959 gegründete Schnoor-Archiv; eine Dokumentationseinrichtung zur baugeschichtlichen Entwicklung des Schnoors, dass seinen Sitz zunächst in der Straße Schnoor 21/22, später Am Landherrnamt 3 hatte. 2003/04 wurde das Haus verkauft, das Archiv ausgelagert und seit 2007 im Bremer Geschichtenhaus im St.-Jakobus-Packhaus wieder für die Öffentlichkeit zugänglich gemacht.

Seit 2004 wird das Haus durch einen Laden, Büros und zum Wohnen genutzt.   